# NGC 6965
NGC 6965 је лентикуларна галаксија у сазвежђу Водолија која се налази на NGC листи објеката дубоког неба.
Деклинација објекта је + 0° 29' 3" а ректасцензија 20h 47m 20,5s. Привидна величина (магнитуда) објекта NGC 6965 износи 14,0 а фотографска магнитуда 15,0. NGC 6965 је још познат и под ознакама IC 5058, MCG 0-53-4, CGCG 374-16, PGC 65376.